# Gyrinus substriatus
Gyrinus substriatus es una especie de escarabajo del género Gyrinus, familia Gyrinidae. Fue descrita científicamente por Stephens en 1829.

## Distribución geográfica
Gyrinus substriatus es una especie de escarabajo nativa de Europa, el Cercano Oriente y África del Norte. En Europa, solo se encuentra en Austria, Bielorrusia, Bélgica, Bosnia y Herzegovina, Gran Bretaña (incluida la Isla de Man, Bulgaria, Croacia, República Checa, Dinamarca continental, Estonia, Finlandia, Francia continental, Alemania, Grecia continental, Hungría, Irlanda, Italia continental, Liechtenstein, Macedonia del Norte, Noruega continental, Polonia, Portugal continental, Rusia, Eslovaquia, Eslovenia, España continental, Suecia, Suiza, Países Bajos, Ucrania y Yugoslavia.